# Pepeekeo
Pepeekeo est une ville de l’État d'Hawaï, aux États-Unis. Elle a le statut de census-designated place.

## Démographie
| 2000  | 2010  | - | - | - | - |
| ----- | ----- | - | - | - | - |
| 1 233 | 1 789 | - | - | - | - |

Elle compte 1 697 habitants au recensement de 2000.